# Чизијано (Ђенова)
Чизијано је насеље у Италији у округу Ђенова, региону Лигурија.
Према процени из 2011. у насељу је живело 35 становника. Насеље се налази на надморској висини од 519 м.